# سان أنطونيو (فلوريدا)
سان أنطونيو (بالإنجليزية: San Antonio)‏ هي مدينة أمريكية تقع في ولاية فلوريدا. تبلغ مساحة هذه المدينة 3.2 (كم²)،ويبلغ عدد سكانها 655 نسمة حسب إحصاء سنة 2010 م 655.تشير إحصاءات سنة 2000م بأن الكثافة السكانية في هذه المدينة تقدر بـ(204.7) نسمة/كم2 